# Liste der Kulturdenkmäler in Niederhosenbach
In der Liste der Kulturdenkmäler in Niederhosenbach sind alle Kulturdenkmäler der rheinland-pfälzischen Ortsgemeinde Niederhosenbach aufgeführt. Grundlage ist die Denkmalliste des Landes Rheinland-Pfalz (Stand: 12. Juni 2023).

## Einzeldenkmäler
| Bezeichnung         | Lage                   | Baujahr                           | Beschreibung | Bild            |
| ------------------- | ---------------------- | --------------------------------- | --- | --------------- |
| Evangelische Kirche | Kirchstraße 5 Lage     | 1518                              | spätgotischer Chor, bezeichnet 1518; neugotisches Langhaus, 1842–44; im Kern mittelalterlicher Turm, (romanisch?), Glockengeschoss 1842; Stumm-Orgel, 1896; Glocke, 1894, von Jakob Pfeiffer, Kaiserslautern | Fotos hochladen |
| Wohnhaus            | Fischbachstraße 1 Lage | 1880er Jahre                      | Wohnhaus, Neurenaissance, 1880er Jahre | Fotos hochladen |
| Quereinhaus         | Hauptstraße 39 Lage    | 1786                              | Quereinhaus, teilweise Fachwerk (verputzt), barocker Wohnteil bezeichnet 1786 | BW              |
| Hofanlage           | Talstraße 9 Lage       | erste Hälfte des 19. Jahrhunderts | Streuhof; Wohnhaus, erste Hälfte des 19. Jahrhunderts, Backes, Stallungen | BW              |
| Brücke              | östlich des Ortes Lage |                                   | einbogige Bruchsteinbrücke über einen Zufluss des Hosenbachs | Fotos hochladen |